# Dichelonyx elongata
Dichelonyx elongata är en skalbaggsart som beskrevs av Fabricius 1792. Dichelonyx elongata ingår i släktet Dichelonyx och familjen Melolonthidae. Inga underarter finns listade i Catalogue of Life.